# L'Alchimiste Parafaragaramus ou la cornue infernale
L'Alchimiste Parafaragaramus ou la Cornue infernale, in italiano L'alchimista Parafaragaramus o la storta infernale, distribuito negli Stati Uniti d'America con il titolo The Mysterious Retort e nel Regno Unito come The Alchemist and the Demon, è un cortometraggio muto francese del 1906 diretto da Georges Méliès e prodotto dalla Star-Film, casa di produzione di proprietà dello stesso Méliès, nel cui catalogo compare con il numero 874–876. Il film rientra nella categoria dei film a trucchi realizzati dal regista francese.

## Trama
In un laboratorio, un alchimista sta leggendo un libro, sorretto da un assistente, accanto a una grande storta, contenente un liquido trasparente in ebollizione e posta su una stufa che viene alimentata da un altro assistente dello scienziato. Dopo aver terminato la lettura e congedato gli assistenti, l'uomo si addormenta sua una sedia vicina alla storta e, mentre dorme, un grande serpente esce fuori dalla stufa per poi trasformarsi in un giullare, il quale sveglia l'alchimista e lo costringe a guardare in uno specchio. Quando l'uomo compie questo gesto, la storta diventa magicamente ancora più grande, lui si riaddormenta, il giullare sparisce e all'interno della storta compaiono prima una faccia umana coronata da quelli che sembrano essere raggi di elettricità e poi una giovane donna che getta monete a terra.
Una volta che anche la donna sparisce, nel liquido presente nella storta iniziano a verificarsi esplosioni da cui partono scintille che, una volta uscite dalla storta, si trasformano infine in un fantasma, il quale sparisce quasi subito. A questo punto, l'alchimista si desta in preda al terrore e la storta gigante esplode, lasciando l'uomo prostrato a terra. Il cortometraggio si conclude con il ritorno dei due assistenti, che ritrovano l'alchimista a terra, e il rientro del giullare, il quale si mette in posa trionfante sopra il povero scienziato.

## Produzione
Il ruolo dell'alchimista è interpretato dallo stesso Méliès, il quale appariva spesso nei propri film. Questa è poi una delle poche opere cinematografiche di Méliès in cui il protagonista è sconfitto e apparentemente morto alla fine del film.

## Versioni
I film di Méliès antecedenti al 1903, in particolar modo il popolare Viaggio nella luna, erano stati spesso copiati senza permesso da produttori statunitensi come Siegmund Lubin. Così, allo scopo di mettere fine a tale forma di pirateria, Méliès aprì una sede della sua Star-Film negli Stati Uniti d'America e iniziò a produrre due diversi negativi per ogni film che girava: uno per il mercato interno e uno per la distribuzione negli altri paesi. Così, per realizzare due negativi separati, Méliès costruì una speciale cinepresa che usava due lenti e due bobine di pellicola contemporaneamente.
Negli anni 2000, alcuni ricercatori della casa di produzione cinematografica francese Lobster Films notarono che il sistema a due lenti adottato da Méliès era in tutto e per tutto una fotocamera stereoscopica pienamente funzionante, il che rese quindi possibile la realizzazione di versioni tridimensionali dei film del regista francese semplicemente combinando i negativi della versione destinata al mercato interno con quelli della versione destinata all'esportazione.
Serge Bromberg, fondatore della Lobster Films, ha presentato la versione 3D di due film del 1903 di Méliès, Il calderone infernale e L'oracolo di Delfi, nel corso di un evento tenuto nel gennaio 2010 alla Cinémathèque française. Stando a quando affermato dal critico cinematografico Kristin Thompson, "l'effetto 3D era meraviglioso… i film così come sincronizzati dalla Lobster fanno sembrare che Méliès li avesse esattamente realizzati per il 3D." Bromberg ha poi mostrato i due film assieme a L'Alchimiste Parafaragaramus ou la cornue infernale, anch'esso realizzato in 3D, nel corso di un evento svoltosi nel settembre 2011 presso l'Academy of Motion Picture Arts and Sciences.